# Manon Fleury
Pour les articles homonymes, voir Fleury.
Manon Fleury, née le 14 avril 1991 à Dijon (Côte d'Or), est une cheffe cuisinière française, et ancienne escrimeuse de haut niveau en sabre. De janvier 2018 à décembre 2019, elle est cheffe du restaurant le Mermoz à Paris. Depuis 2023, elle est cheffe du restaurant Datil, étoilé Michelin en 2024.
Elle est une des figures qui incarnent la féminisation du métier de chef cuisinier et l'émergence de nouvelles valeurs en restauration dans la jeune génération.

## Biographie

### Jeunesse et sport à haut niveau
Manon Fleury naît le 14 avril 1991  à Dijon et grandit à Monéteau, près d'Auxerre, où petite, elle aime déjà la cuisine. Elle fait ses études secondaires à Besançon puis Orléans, pendant lesquelles elle est escrimeuse de haut niveau en sabre, faisant même partie de l'équipe de France avec Cécilia Berder et Charlotte Lembach. Elle est notamment championne de France sabre junior en 2008 et vice-championne de France par équipe sabre junior en 2009,.

### Premières années dans la restauration
Après un bac ES, elle se rêve journaliste culinaire et part faire hypokhâgne à Paris au Lycée Victor-Duruy. Au bout d'un an, elle décide de se réorienter vers une formation de cuisine, mais ne pouvant accéder directement à un BTS restauration, elle part en formation au CFA Médéric pour une remise à niveau d'une année, en faisant son apprentissage à Ze Kitchen Gallerie (une étoile Michelin), chez William Ledeuil, qu'elle contacte après avoir consulté le guide Le Fooding. Elle intègre ensuite la formation Bachelor cuisine de l'école Ferrandi. Elle fait un stage dans le bistrot l'Ourcine, où elle réalise qu'elle a pris goût à la restauration étoilée et fait en deuxième année un autre stage auprès d'Alexandre Couillon à La Marine à Noirmoutier (une étoile à l'époque), où elle se forme sur le poisson. En dernière année, elle fait son apprentissage chez Pascal Barbot à l'Astrance (trois étoiles à l'époque) en 2013-2014.  
Après sa formation, Manon Fleury travaille quelques mois avec Eric Trochon au Sémilla, à Paris, avant de partir à New York en 2015, chez le chef Dan Barber dans les cuisines du restaurant «farm to table» Blue Hill at Stone Barns, où elle travaille pour la première fois au poste «chaud». De retour en France, elle collabore de nouveau quelques mois avec Pascal Barbot, puis exerce pendant deux mois comme cheffe privée en Grèce.

### LeMermoz
Manon Fleury revient ensuite à Paris travailler comme cheffe de partie à Sémilla, puis y exerce pendant un an comme sous-chef. Romain Travade lui propose alors de prendre la tête de la cuisine du Mermoz, qui ouvre à Paris en janvier 2018.
Manon Fleury y pratique une cuisine responsable écologiquement, avec, par exemple, une formule de restauration différente le midi (déjeuners) et le soir (bar à vins, tapas) afin de pouvoir réutiliser en fin de journée les restes des préparations du midi et ainsi lutter contre le gaspillage en cuisine.
En novembre 2019, à l'occasion des premiers LaFourchette Awards lancés par LaFourchette et le magazine Elle à Table, elle reçoit le prix de la «Jeune Cheffe»,.

### Confinement, passage à Monaco et résidence à Paris
Le confinement de 2020 met entre parenthèses son projet d'ouvrir son propre restaurant. Pendant cette période, elle cuisine pour les soignants.
Elle réalise par ailleurs des chroniques culinaires sur France Inter.
En mai 2021, elle co-fonde avec une vingtaine de cheffes l'association Bondir.e pour combattre et prévenir les violences sexistes et sexuelles dans le milieu de l’hôtellerie et de la restauration,.
Toujours en mai 2021, elle devient cheffe du restaurant Elsa Monte-Carlo,, premier restaurant bio à avoir été étoilé en 2014,. En mars 2022, l'établissement perd son étoile, tandis que Manon Fleury est annoncée sur le départ. En mai 2022, elle revient à Paris et prend, pour le reste de l'année, la tête des cuisines du restaurant Le Perchoir Ménilmontant, à la suite de la résidence assurée par Adrien Cachot,.
En novembre 2022, elle publie un livre de recettes chez Flammarion, Céréales.

### LeDatil
En septembre 2023, elle ouvre le restaurant Datil à Paris avec, à ses côtés, Laurène Barjhoux comme cheffe de cuisine,. L'établissement se démarque avec des assiettes principalement végétales et une démarche zéro déchet.
En mars 2024, l'établissement reçoit une étoile Michelin,.
Dans un reportage de l'émission Envoyé spécial consacré à son parcours et diffusé sur France 2 le 21 mars 2024, Manon Fleury affirme pratiquer une discrimination positive en n'embauchant que des femmes dans les postes de cuisine, dans un univers qui reste très masculin,.
Manon Fleury est une des figures qui incarnent la féminisation du métier de chef cuisinier et l'émergence de nouvelles valeurs en restauration dans la jeune génération,,,,.

## Publication
- Manon Fleury et Camille Oger (ill. Aleksandra Miletic, photogr. Pauline Gouablin), Céréales : 74 recettes pour tous les jours, Flammarion, 14 novembre 2022, 224 p. (ISBN 2080264273)Livre de recettes de cuisine